# 'Nduja
La 'nduja és una salsitxa untable amb una consistència suau i un gust picant. És un embotit tipic de la cuina calabresa, originari del poble de Spilinga a la província de Vibo Valentia, tot i que actualment es produeix arreu de la regió de Calàbria i, en general, s'utilitza per tota Itàlia.

## Etimologia
El nom 'nduja està relacionat amb altres dos tipus particulars d'embotit format per carn i espècies: el piemontès salam dla duja (on però duja era el recipient de terrissa, potser del llatí dolium, on el salami es conservava immers en greix) i el francès andouille, del qual pren el nom la 'nduja. Segons algunes hipòtesis aquests termes provenen del llatí "inductilia" (lit. ‘coses a punt per ser introduïdes’, del verb "inducere").
El nom presenta variants menys habituals, com ara la forma italianitzada anduglia i altres formes dialectals com ara anduja, induja, ndugghia, 'nduda. El nom s'ha de pronunciar articulant la semiconsonant j com a fricativa postalveolar sonora [ʒ], és a dir, com la j inicial de "joc" en català oriental. Aquesta fonètica és específica de l'altiplà del Monte Poro i del municipi de Spilinga, encara que en l'ús comú en Itàlia hi ha ara una tendència generalitzada a italianitzar la pronunciació del terme articulant la semiconsonant j com a aproximant palatal sord [j], és a dir, com la j inicial de "jo" en valencià i eivissenc.

## Característiques
És típica de les zones de l'altiplà del Monte Poro: Spilinga (a la província de Vibo Valentia) és el municipi d'origen.
És elaborat amb les parts grasses trossejades del porc, amb l'addició de pebrot picant calabres en una proporció de 70% de carn i 30% de pebrot i sal, s'emboteix a la tripa cega i després es fuma.
Històricament, la 'nduja és un plat pobre, creat per utilitzar les restes de carn de porc: melsa, estómac, intestí, pulmons, esòfag, cor, tràquea, parts toves de la part posterior de la boca i faringe, parts carnoses del cap, músculs del pelatge, ganglis limfàtics, greix de diverses regions, etc. L'èxit comercial està a l'origen de les modificacions actuals en les diferents composicions.
L'abundant contingut de pebrot, amb les seves propietats antisèptiques fa que la 'nduja no necessiti conservants.

## Consum
Se sol menjar untant-la sobre llesques de pa torrat, preferiblement encara calent, però també s'utilitza com a sofregit per a la base d'un ragú o salsa de tomàquet, sovint amb all; es pot utilitzar per guarnir la pizza, abans d'altres guarnicions si és crua, o acabada de fer; es pot consumir en llesques de formatges semicurats o es pot utilitzar en truites.

## Festa de la 'nduja
Des de l'any 1975 fins a l'actualitat, el 8 d'agost de cada any a Spilinga se celebra un festival de la 'nduja, la "Sagra della 'nduja", i a molts altres municipis calabres se celebren actes similars.